# Sierra Oeste de Madrid
Segons la Guía de Turismo Rural y Activo, editada per la Direcció General de Turisme (Conselleria de Cultura i Turisme) de la Comunitat de Madrid, la Sierra Oeste de Madrid és una de les Comarques de la Comunitat de Madrid.

## Municipis de la comarca
La comarca està formada pels següents municipis, amb les dades de 2006.
| Municipi                    | Superfície | Població |
| --------------------------- | ---------- | -------- |
| Total comarca               | 990,77     | 40366    |
| Aldea del Fresno            | 51,78      | 2124     |
| Cadalso de los Vidrios      | 47,64      | 2741     |
| Cenicientos                 | 67,49      | 1965     |
| Chapinería                  | 25,40      | 1788     |
| Colmenar del Arroyo         | 50,57      | 1227     |
| Fresnedillas de la Oliva    | 28,2       | 1194     |
| Navalagamella               | 76,05      | 2020     |
| Navas del Rey               | 50,78      | 2430     |
| Pelayos de la Presa         | 7,58       | 2209     |
| Robledo de Chavela          | 93,01      | 3319     |
| Rozas de Puerto Real        | 30,15      | 368      |
| San Martín de Valdeiglesias | 115,48     | 7403     |
| Santa María de la Alameda   | 74,41      | 1039     |
| Valdemaqueda                | 52,20      | 827      |
| Villa del Prado             | 78,42      | 5788     |
| Villamanta                  | 63,15      | 2107     |
| Villamantilla               | 23,99      | 570      |
| Villanueva de Perales       | 31,18      | 1033     |
| Villavieja del Lozoya       | 23,29      | 214      |